# Marsa
Marsa (oder Il-Marsa) ist eine Stadt in Malta mit 5733 Einwohnern (Stand 31. Dezember 2020), die am südlichsten Teil des Grand Harbour liegt. Der Name geht auf das arabische bzw. phönizische Wort für Hafen zurück. Marsas Stadtgebiet grenzt an die Gemeinden Paola, Qormi, Ħamrun und Floriana.
Marsa beherbergt die „Malta Shipbuilding“ – nun Malta Shipyards genannt. Ebenfalls befindet sich dort das Kraftwerk Marsa, das neben dem neueren Kraftwerk Delimara Malta und Gozo mit Strom versorgt. Dieses Kohlekraftwerk wurde in den 1950er Jahren gebraucht von Großbritannien erworben, da es dort bereits damals die Umweltauflagen nicht mehr erfüllte. Seitdem wurde es regelmäßig umgebaut und renoviert. Von 1960 bis spätestens 1981 bestand in Marsa die einzige Produktionsstätte für Autos auf Malta, die Car Assembly.
Besonders ist Marsa für die örtliche Trabrennbahn, den „Malta Race Course“, der im westlichen Teil der Stadt an der Stadtgrenze von Qormi liegt, bekannt.
Im Jahre 1565, als die Türken die Malteserritter in Birgu, Senglea und im Fort St. Elmo belagerten (siehe auch Belagerung von Malta (1565)), hatten diese auf der Marsa, damals noch eine freie relativ ebene Fläche mit Brunnen, ihr Feldlager aufgeschlagen.
Der örtliche Fußballverein Marsa FC spielt derzeit in der Second Division.
Am 15. November 2014 wurde in der ehemaligen Werfthalle Marsa Shipbuilding der Junior Eurovision Song Contest 2014 ausgetragen. Eine Woche darauf, am 21. und 22. November, wird dort Malta Eurovision Song Contest 2015, der maltesische Vorentscheid für den Eurovision Song Contest, stattfinden.

## Städtepartnerschaft
Zwischen Marsa und Bridgwater in Großbritannien besteht eine Städtepartnerschaft.

## Söhne und Töchter der Stadt
- Francis Baldacchino (1936–2009), römisch-katholischer Bischof von Malindi
- Raymond Vella (* 1959), Fußballspieler